# کاستل کامپانیانو
کاستل کامپانیانو (به ایتالیایی: Castel Campagnano) یک کومونه در ایتالیا است که در استان کسرتا واقع شده‌است.

## خصوصیات
کاستل کامپانیانو ۱۷٫۵ کیلومترمربع مساحت و ۱٬۶۳۵ نفر جمعیت دارد و ۵۸ متر بالاتر از سطح دریا واقع شده‌است.